# Liste der Gesandten des Kantons Waadt an die eidgenössische Tagsatzung
Dies ist eine Liste der Gesandten des Kantons Waadt an die eidgenössische Tagsatzung. Die Liste ist ab 1814 – was die in den Verzeichnissen der Abschiede genannten Gesandten betrifft – vollständig.
| Tagsatzung | Gesandter                 | Ämter                                                                            |
| ---------- | ------------------------- | -------------------------------------------------------------------------------- |
| 1814       | Heinrich Monod            | Mitglied des Kleinen Rats                                                        |
| 1814       | Julius Muret              | Mitglied des Kleinen Rats                                                        |
| 1814       | Ludwig Secretan           | Mitglied des Grossen Rats                                                        |
| 1816       | Julius Müret              | Landammann                                                                       |
| 1816       | Franz Clavel              | Staatsrat                                                                        |
| 1817       | August Pidou              | gewesener Landammann, Mitglied des Staatsrats                                    |
| 1817       | Heinrich Monod            | Oberstlieutenant, Mitglied des Grossen Rats                                      |
| 1818       | Jules Muret               | Landammann                                                                       |
| 1818       | François Clavel           | Staatsrat                                                                        |
| 1819       | François Clavel           | Mitglied des Staatsrats                                                          |
| 1819       | Correvon de Martines      | Oberstlieutenant, Mitglied des Grossen Rats                                      |
| 1820       | Jules Muret               | Landammann                                                                       |
| 1820       | Emmanuel de La Harpe      | Mitglied des Grossen Rats, Mitglied des Appellationsgerichts                     |
| 1821       | Jules Muret               | alt Landammann                                                                   |
| 1821       | Emanuel de la Harpe       | Appellationsrichter                                                              |
| 1822       | Louis Secretan            | Staatsrat                                                                        |
| 1822       | Jean Louis Chappuis       | Appellationsrat, Mitglied des Grossen Rats                                       |
| 1823       | Jules Muret               | Landammann                                                                       |
| 1823       | Jules Guiguer de Prangins | Oberst, Mitglied des Grossen Rats                                                |
| 1824       | François Clavel           | Landammann                                                                       |
| 1824       | Louis Milliet             | Appellationsrichter, Mitglied des Grossen Rats                                   |
| 1825       | Jules Muret               | Landammann                                                                       |
| 1825       | George Cusin              | Mitglied des Grossen Rats, Appellationsgerichtsschreiber                         |
| 1826       | Jules Muret               | alt Landammann                                                                   |
| 1826       | Jean George Cusin         | Mitglied des Grossen Rats, Appellationsgerichtsschreiber                         |
| 1827       | Jules Muret               | Landammann                                                                       |
| 1827       | Sigismond De la Harpe     | Oberst, Mitglied des Grossen Rats                                                |
| 1828       | Jules Muret               | Landammann                                                                       |
| 1828       | Jean-Louis Chappuis       | Appellationsrichter, Mitglied des Grossen Rats                                   |
| 1829       | Jules Muret               | Landammann                                                                       |
| 1829       | Emanuel de la Harpe       | Staatsrat                                                                        |
| 1829       | Jean-Louis Chappuis       | Appellationsrichter, Mitglied des Grossen Rats                                   |
| 1830.07    | Jules Muret               | Landammann                                                                       |
| 1830.07    | Jean-Louis Chappuis       | Staatsrat                                                                        |
| 1830.07    | Jean-George Cusin         | Mitglied des Grossen Rats, Appellationsgerichtsschreiber                         |
| 1830.12    | André-Ferdinand Jayet     | Staatsrat                                                                        |
| 1830.12    | Sigismond De la Harpe     | Oberzollverwalter, Mitglied des Grossen Rats                                     |
| 1830.12    | Henri Monod               | Oberstlieutenant, Mitglied des Grossen Rats                                      |
| 1831       | Ludwig Secretan           | alt Landammann                                                                   |
| 1831       | Andreas Ferdiand Fayet    | Staatsrat                                                                        |
| 1831       | Heinrich Monod            | Mitglied des Grossen Rats                                                        |
| 1832.03    | Alphons Nicole            | Mitglied des Grossen Rats                                                        |
| 1832.03    | Sigismund de la Harpe     | Oberst, Mitglied des Grossen Rats                                                |
| 1832.03    | Heinrich Druey            | Staatsrat                                                                        |
| 1832.07    | Karl Monnard              | Mitglied des Grossen Rats                                                        |
| 1832.07    | Julius Correvon           | Mitglied des Grossen Rats                                                        |
| 1833       | Georg Boisot              | Präsident des Staatsrats                                                         |
| 1833       | Ferdinand Jayet           | Mitglied des Grossen Rats                                                        |
| 1833       | Ludwig Chatelanat         | Mitglied des Grossen Rats                                                        |
| 1834       | Emanuel De la Harpe       | Staatsrat                                                                        |
| 1834       | Franz Guisan              | Erster öffentlicher Ankläger, Mitglied des Grossen Rats                          |
| 1835       | Emanuel de la Harpe       | Staatsrat                                                                        |
| 1835       | Karl Monnard              | Mitglied des Grossen Rats                                                        |
| 1836       | Karl Monnard              | Präsident des Grossen Rats                                                       |
| 1836       | Emanuel De la Harpe       | Staatsrat                                                                        |
| 1837       | Karl Monnard              | Präsident des Grossen Rats                                                       |
| 1837       | Emanuel De la Harpe       | Präsident des Staatsrats                                                         |
| 1838       | Karl Monnard              | Vice-Präsident des Grossen Rats                                                  |
| 1838       | Emanuel De la Harpe       | Staatsrat                                                                        |
| 1839       | Heinrich Druey            | Staatsrat                                                                        |
| 1839       | Franz Briatte             | Mitglied des Grossen Rats                                                        |
| 1840       | Heinrich Drüey            | Staatsrat                                                                        |
| 1840       | Ludwig Rüchet             | Vice-Präsident des Grossen Rats                                                  |
| 1841.03    | Heinrich Drüey            | Staatsrat                                                                        |
| 1841.03    | Beat von Weiss            | Vice-Präsident des Grossen Rats                                                  |
| 1841.07    | Heinrich Druey            | Staatsrat                                                                        |
| 1841.07    | Beat von Weiss            | Präsident des Grossen Rats                                                       |
| 1842       | Ludwig Rüchet             | Präsident des Staatsrats                                                         |
| 1842       | Ludwig de Miéville        | Präsident des Grossen Rats                                                       |
| 1843       | Ludwig Rüchet             | Staatsrat                                                                        |
| 1843       | Ludwig de Miéville        | Vice-Präsident des Grossen Rats                                                  |
| 1844.06    | Ludwig Rüchet             | Vice-Präsident des Staatsrats                                                    |
| 1844.06    | Franz Briatte             | Mitglied des Grossen Rats                                                        |
| 1844.07    | Ludwig Rüchet             | Vice-Präsident des Staatsrats                                                    |
| 1844.07    | Franz Briatte             | Mitglied des Grossen Rats                                                        |
| 1845.02    | Heinrich Drüey            | ancien Conseiller d'Etat, Président du Gouvernement provisoire du Canton de Vaud |
| 1845.02    | François Briatte          | ancien membre du Grand Conseil, membre du Gouvernement provisoire                |
| 1845.07    | Franz Briatte             | Staatsrat                                                                        |
| 1845.07    | Julius Eytel              | Mitglied des Grossen Rats                                                        |
| 1846       | Heinrich Drüey            | Präsident des Staatsrats                                                         |
| 1846       | Julius Eytel              | Mitglied des Grossen Rats                                                        |
| 1847       | Heinrich Drüey            | Staatsrat                                                                        |
| 1847       | Julius Eytel              | Mitglied des Grossen Rats                                                        |
| 1848       | Franz Briatte             | Präsident des Staatsrats                                                         |
| 1848       | Ludwig Wenger             | Vize-Präsident des Grossen Rats                                                  |